# ديفيد راوم
ديفيد راوم (مواليد 22 أبريل 1998) هو لاعب كرة قدم ألماني يلعب في مركز خط الوسط في نادي هوفنهايم.